# ريتشارد فورتين
ريتشارد فورتين (12 أبريل 1941 في سنغافورة - )  (بالإنجليزية: Richard Fortin)‏ هو لاعب كريكت بريطاني. لعب مع Berkshire County Cricket Club ‏ ونادي الكريكت في جامعة أكسفورد ‏.